# Aéroport de Varsovie-Chopin
Pour les articles homonymes, voir Aéroport de Varsovie.
Ne doit pas être confondu avec Aéroport de Mazovie Varsovie-Modlin.
L'aéroport de Varsovie-Chopin (code IATA : WAW • code OACI : EPWA), principal aéroport international de Varsovie, la capitale de la Pologne, est situé dans le quartier d’Okecie (pl) de l'arrondissement de Wlochy, à dix kilomètres au sud-ouest du centre-ville. Il est encore souvent appelé aéroport d'Okecie, son précédent nom. Il est inauguré par le président Ignacy Mościcki en 1934, avant d’être rebaptisé en 2001 en hommage au compositeur polonais Frédéric Chopin, lequel a résidé à Varsovie les vingt premières années de sa vie. C'est à ce jour[Quand ?] le plus grand aéroport de Pologne.

## Présentation
L’aéroport s’est beaucoup agrandi au cours des dernières années, il forme un complexe aéroportuaire de 2 834 hectares qui réunit quatre terminaux :
- le terminal A (qui réunit désormais les anciens terminaux 1 et 2) pour tous les passagers des lignes régulières ;
- le terminal d'aviation générale pour les avions effectuant des vols non commerciaux ;
- le terminal cargo ;
- la 1e BAT, base aérienne militaire de transport (terminal WPL) qui sert essentiellement au transport des plus hautes personnalités nationales et étrangères.

L'aéroport possède deux pistes croisées, RWY 11/29 2 800 × 50 mètres et RWY 15/33 3 690 × 60 mètres. Leur configuration et les voies de circulation disponibles permettent trente-quatre mouvements (décollage ou atterrissage) d'avions commerciaux à l'heure.

## Situation
| \| 50 km1:3 411 000 \| Lublin Cracovie Gdańsk · Dantzig Łódź Olsztyn · Holsten Poznań · Posnanie Varsovie · Radom Rzeszów Szczecin · Stettin Varsovie · Modlin Wrocław · Vratislavie Katowice Zielona · Góra Varsovie · Chopin Bydgoszcz · Bromberg |
| 50 km1:3 411 000 |

## Activités
En 2000, 4 300 000 voyageurs sont passés par l'aéroport. Depuis lors, il a été agrandi et il gère une bonne centaine de vols réguliers quotidiens et un nombre croissant de vols charters. Il gère plus de 40 % du trafic passager du pays avec 29 565 321 de voyageurs en 2013 pour une capacité de 123 000 000 passagers par an. Londres, Francfort, Paris et Amsterdam sont les principales destinations internationales, tandis que Cracovie, Wrocław et Gdansk sont les principales destinations intérieures.
Les compagnies aériennes régulières utilisant l'aéroport sont : Adria Airways, Aegean Airways, Aer Lingus, Aeroflot, airBaltic, Air France, Air Serbia, Alitalia, Austrian Airlines, Belavia, British Airways, Brussels Airlines, Czech Airlines, El-Al, Emirates, Eurolot, Finnair, Germanwings, KLM, LOT, Lufthansa, Norwegian, Qatar Airways, Scandinavian Airlines (SAS), SprintAir, Swiss International Air Lines, TAP, Turkish Airlines, Ukraine International Airlines, Vueling, Wizz Air et WOW Air. De plus, des vols charter sont effectués par Aegean Airlines, Air Malta, Air Onyx, Arkia, Bingo Airways, Bulgarian Air Charter, Enter Air, LOT, Nouvelair, Small Planet, Sun d'Or, Travel Service Poland et TACV. Enfin, des vols cargo sont effectués par DHL, Fedex, Genex, SprintAir, TNT, UPS.
En juillet 2012, les vols des compagnies aériennes à bas prix Ryanair et Wizz Air ont été transférés au nouvel aéroport de Varsovie-Modlin, une ancienne base aérienne située à 35 km du centre au nord de Varsovie, près du village de Modlin. Cependant, à la suite des problèmes de sécurité survenus à partir de décembre 2012, les vols de Wizz Air et Ryanair ont été ramenés à l'aéroport Frédéric-Chopin. En septembre 2013, Ryanair est retourné à Modlin, tandis que Wizz Air restait à l'aéroport Frédéric-Chopin.
En 2023, le nouveau, l'aéroport le plus moderne pour Varsovie (Aéroport de Varsovie-Radom a été commandé).

## Statistiques
Le graphique qui aurait dû être présenté ici ne peut pas être affiché car il utilise l'ancienne extension Graph, désactivée pour des questions de sécurité. Des indications pour créer un nouveau graphique avec la nouvelle extension Chart sont disponibles ici.

Voir la requête brute et les sources sur Wikidata.

## Compagnies et destinations passagers
| Compagnies                    | Destinations |
| ----------------------------- | --- |
| Aegean Airlines               | Athènes E.-Venizélos En saison charter: Kalamata |
| Aer Lingus                    | En saison: Dublin |
| Aigle Azur                    | Paris-Orly |
| Air Berlin                    | Düsseldorf, Leipzig/Halle, Nuremberg-A. Dürer |
| Air China                     | Pékin-Capitale |
| Air France                    | Paris-Charles de Gaulle |
| Air Malta                     | En saison : Malte |
| Air Méditerranée              | Paris-Charles de Gaulle |
| Air One                       | Venise - Marco Polo |
| Air Onix                      | En saison : Simféropol |
| Austrian Airlines             | Vienne-Schwechat |
| Bingo Airways                 | En saison: - Amsterdam, - Antalya, - Belém, - Bourgas, - Charm el-Cheikh, - Francfort, - Genève-Cointrin, - Héraklion-N. Kazantzákis, - Hurghada, - Munich-F. J. Strauß, - Palma de Majorque, - Stockholm-Arlanda, - Ténériffe-Sud Reine Sofia, - Vienne-Schwechat, |
| British Airways               | Londres-Heathrow |
| Brussels Airlines             | Bruxelles-National |
| Corendon Airlines             | En saison charter : Antalya, Héraklion-N. Kazantzákis, Rhodes-Diagoras |
| CSA Czech Airlines            | Prague-Václav-Havel |
| Emirates                      | Dubaï |
| Enter Air                     | En saison : Dubaï, Sal-A. Cabral, Zanzibar En saison charter: - Antalya, - Bodrum-Milas, - Bourgas, - Charm el-Cheikh, - Corfou-I. Kapodístrias, - Dalaman, - Enfidha-Hammamet, - Héraklion-N. Kazantzákis, - Izmir-A. Menderes, - Kos, - Lanzarote-Arrecife, - Madère-C. Ronaldo, - Malaga-Costa del Sol, - Mombasa-Moi, - Paphos, - Rhodes-Diagoras, - Skiathos-A. Papadiamándis, - Ténériffe-Sud Reine Sofia, - Tirana-Mère-Teresa, - Varna, - Zante D.-Solomós Charter: Fuerteventura, Hurghada, Las Palmas/Gran Canaria, Marsa Alam |
| Etihad Airways                | Abou Dabi |
| Eurolot                       | En saison : Dublin, Dubrovnik, Heringsdorf, Rijeka, Salzbourg-W. A. Mozart, Split, Zadar |
| Finnair                       | Helsinki-Vantaa |
| flydubai                      | Dubaï |
| KLM                           | Amsterdam |
| LOT Polish Airlines           | - Amsterdam, - Bakou-H. Aliyev, - Barcelone-El Prat, - Pékin-Capitale, - Pékin-Daxing, - Beyrouth-Rafic Hariri, - Belgrade-Nikola-Tesla, - Berlin-Brandebourg, - Billund, - Bruxelles-National, - Bucarest-H. Coandă, - Budapest-Ferenc Liszt, - Bydgoszcz, - Chicago-O'Hare, - Chișinău, - Cluj-Napoca, - Copenhague-Kastrup, - Delhi-Indira Gandhi, - Düsseldorf, - Francfort, - Gdańsk-L. Wałęsa, - Genève-Cointrin, - Göteborg, - Hambourg-H.-Schmidt, - Istanbul, - Katowice-Pyrzowice, - Košice (Cassovie)-Barca, - Cracovie-Jean-Paul II, - Le Caire, - Ljubljana-Jože Pučnik, - Londres-Heathrow, - Los Angeles, - Lublin, - Luxembourg-Findel, - Madrid-Barajas, - Miami, - Milan-Malpensa, - Bombay-Chhatrapati-Shivaji, - Munich-F. J. Strauß, - Newark-Liberty, - New York-John F. Kennedy, - Nice-Côte d'Azur, - Noursoultan, - Oslo-Gardermoen, - Ostrava-L. Janáček, - Paris-Charles de Gaulle, - Podgorica, - Poznań (Posnanie)-H. Wieniawski, - Prague-Václav-Havel, - Riga, - Rzeszów, - Sarajevo-Butmir, - Séoul-Incheon, - Skopje, - Sofia-Vrajdebna, - Stockholm-Arlanda, - Stuttgart, - Szczecin/Stettin-Solidarité, - Tallinn, - Tbilissi-C. Roustavéli, - Tel Aviv - Ben Gourion, - Tokyo-Narita, - Toronto (Pearson), - Venise - Marco Polo, - Vienne-Schwechat, - Vilnius, - Wrocław-N. Copernic, - Erevan-Zvarnots, - Zagreb-Pleso, - Zielona Góra, - Zurich Charter: Tachkent En saison : - Bourgas, - Colombo-Bandaranaike, - Corfou-I. Kapodístrias, - Dubaï, - Dubrovnik, - Priština, - Rhodes-Diagoras, - Sámos-Aristarque, - Split, - Strasbourg, - Tirana-Mère-Teresa, - Zadar En saison charter : - Antalya, - Bangkok-Suvarnabhumi, - Bodrum-Milas, - Cancún, - Denpasar-Bali, - Gérone-Costa Brava, - Goa-Dabolim, - Hô Chi Minh Ville (Tân Sơn Nhất), - Izmir-A. Menderes, - Djakarta-S.-Hatta, - Malé Velana, - Maurice-Sir Seewoosagur Ramgoolam, - Medan-Kualanamu, - Mombasa-Moi, - Palma de Majorque, - Phuket, - Phú Quốc, - Puerto Plata - Gregorio Luperón, - Punta Cana, - Thessalonique-Makedonía, - Varadero-J.-G.-Gómez, - Zanzibar |
| Lufthansa                     | Francfort, Munich-F. J. Strauß |
| Norwegian Air Shuttle         | Oslo-Gardermoen |
| Play                          | En saison: Reykjavik-Keflavík |
| Qatar Airways                 | Doha-Hamad |
| Ryanair                       | En saison: Alicante-Elche, Charleroi Bruxelles-Sud, Palma de Majorque, Paphos, Vienne-Schwechat |
| Scandinavian Airlines         | Copenhague-Kastrup, Stockholm-Arlanda |
| Sky Express                   | Athènes E.-Venizélos En saison: Héraklion-N. Kazantzákis |
| SkyWork Airlines              | Berne-Belp |
| SmartWings                    | En saison : - Agadir-Al Massira, - Catane-Fontanarossa, - Corfou-I. Kapodístrias, - Dubrovnik, - Faro, - Gérone-Costa Brava, - Istanbul, - Kalamata, - Karpathos, - Kos, - Podgorica, - Rhodes-Diagoras, - Santorin, - Split En saison charter: - Antalya, - Áraxos, - Bourgas, - Fuerteventura, - Héraklion-N. Kazantzákis, - Izmir-A. Menderes, - Kavala-Alexandre le Grand, - Kos, - La Canée I.-Daskaloyánnis, - Lanzarote-Arrecife, - Madère-C. Ronaldo, - Marsa Alam, - Palerme Falcone-Borsellino, - Palma de Majorque, - Thessalonique-Makedonía, - Tirana-Mère-Teresa, - Zante D.-Solomós Charter: Hurghada |
| SunExpress                    | En saison charter: Antalya |
| Swiss International Air Lines | Zurich |
| TAP Air Portugal              | Lisbonne-H. Delgado |
| Thomas Cook Airlines          | En saison : Londres-Gatwick |
| Thomas Cook Airlines Belgium  | En saison : Bruxelles-National |
| Turkish Airlines              | Istanbul En saison: Antalya |
| Wizz Air                      | - Barcelone-El Prat, - Bari-Karol Wojtyła, - Bâle-Mulhouse, - Bergame-Orio al Serio, - Bilbao, - Birmingham, - Bologne-Borgo Panigale, - Budapest-Ferenc Liszt, - Catane-Fontanarossa, - Charleroi Bruxelles-Sud, - Copenhague-Kastrup - Édimbourg, - Eindhoven, - Fuerteventura, - Koutaïssi-David-IV, - Larnaca, - Leeds-Bradford, - Liverpool-J.-Lennon, - Londres-Luton, - Madrid-Barajas, - Malmö, - Malte, - Marrakech-Ménara, - Naples-Capodichino, - Nice-Côte d'Azur, - Paris-Orly, - Reykjavik-Keflavík, - Rome Léonard-de-Vinci/Fiumicino, - Sandefjord-Torp, - Séville-San Pablo, - Stockholm-Skavsta - Nyköping, - Tel Aviv - Ben Gourion, - Ténériffe-Sud Reine Sofia, - Valence, - Venise - Marco Polo En saison : - Alicante-Elche, - Aqaba, - Bourgas, - Corfou-I. Kapodístrias, - Dubrovnik, - Göteborg, - Grenoble-Alpes-Isère, - Héraklion-N. Kazantzákis, - La Canée I.-Daskaloyánnis, - Lisbonne-H. Delgado, - Malaga-Costa del Sol, - Olbia-Costa Smeralda, - Palma de Majorque, - Podgorica, - Porto-F. Sá-Carneiro, - Rhodes-Diagoras, - Santorin, - Split, - Tirana-Mère-Teresa, - Turin S.-Pertini (Caselle), - Zante D.-Solomós |
| WOW air                       | Reykjavik-Keflavík |
| XL Airways France             | En saison : Lille Lesquin, Paris-Charles de Gaulle |

Édité le 11/04/2018  Actualisé le 15/12/2022